# مائوریتس اندرشون
مائوریتس اندرشون (سوئدی: Mauritz Andersson؛ ۲۲ سپتامبر ۱۸۸۶ – ۱ نوامبر ۱۹۷۱) کشتی‌گیر اهل سوئد بود.
وی در مسابقات کشوری و بین‌المللی در مجموع برندهٔ ۱ مدال نقره شده‌است.